# Hymenophyllum villosum
Hymenophyllum villosum är en hinnbräkenväxtart som beskrevs av Col. Hymenophyllum villosum ingår i släktet Hymenophyllum och familjen Hymenophyllaceae. Inga underarter finns listade.